# Falco pelegrinoides
Falco pelegrinoides là một loài chim trong họ Falconidae.

## Hình ảnh

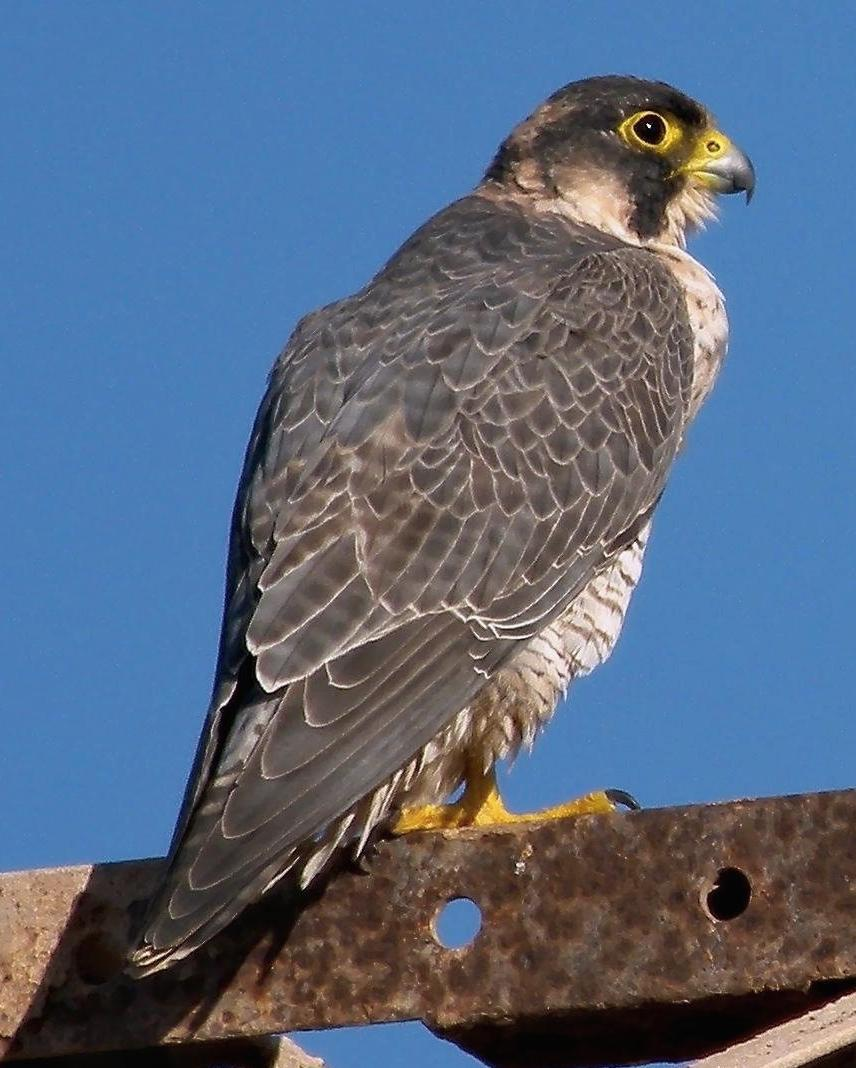